# Keri Lynn Pratt
Keri Lynn Pratt est une actrice américaine, née le 23 septembre 1978 à Concord (New Hampshire).

## Biographie
Née dans le New Hampshire, elle fut Miss Teen New Hampshire en 1994, puis étudia au Hampstead Dance Academy, obtenant de plus son diplôme.
Elle commence sa carrière d'actrice en 1999 dans le film Drive Me Crazy. Depuis elle enchaîne films (Sexe Intentions 2, incarnant l'un des personnages centraux de l'histoire, Couple de stars, avec Julia Roberts, John Cusack, Catherine Zeta-Jones et Billy Crystal, Fat Albert) et séries (Urgences,Nip/Tuck, Les Experts, New York, unité spéciale et dernièrement Life on Mars).
Mais c'est avec le rôle de Missy Belknapp dans la série Jack et Bobby, qu'elle se fait connaître.
Elle interprète en 2010 le rôle de Cat Grant dans la dixième et dernière saison de Smallville.

## Filmographie partielle
- 1999 : Drive Me Crazy, de John Schultz : Dee Vine
- 2000 : Wirey Spindell, d'Eric Schaeffer : First Date
- 2000 : The Smokers, de Kat Slater : Lisa Stockwell
- 2000 : Sabrina, l'apprentie sorcière (Sabrina, the Teenage Witch) (série télévisée) : Lynn (#1 épisode, 2000)
- 2000 : Urgences (ER) (série télévisée) : Audrey Hoffman, Miss Skokie (#1 épisode, 2000)
- 2000 : Sexe Intentions 2 (Cruel Intentions 2), de Roger Kumble : Cherie Claymon
- 2001 : Couple de stars (American Sweethearts), de Joe Roth : Leaf Weidmann
- 2001 : Les Experts (CSI : Crime Scene Investigation) (série télévisée) : Anna Leah (#2 épisodes, 2001-2006)
- 2002 : Vengeance trompeuse (They shoot Divas, Don't they?) : Jenny
- 2002 : Sept à la maison : Betsy Brewer, tante de Martin Brewer (saison 8, épisode 11)
- 2003 : Le monde de Joan (Joan of Arcadia) (série télévisée) : Brianna Mathews (Saison 1; épisode 6)
- 2004 : The Help (série TV) : Veronica Ridgeway, The Pop Star Daughter (#6 episodes, 2004)
- 2004 : Fat Albert, de Joel Zwick : Heather
- 2004 : Jack et Bobby (série TV) : Missy Belknap (18 episodes, 2004-2005)
- 2005 : New York, unité spéciale : Lauren Westley (saison 7, épisode 9)
- 2005 : Dr House (série TV) : Amy Errington (Saison 2 épisode 14)
- 2006 : Bones (série TV) : Chloe Daniels (#1 episode, 2006)
- 2006 : Brothers & Sisters (série TV) : Amber Trachtenberg (#4 episodes, 2006)
- 2006 : Veronica Mars (série télévisée) : Hallie Piatt (#2 episodes, 2006)
- 2008 : Commuter Confidential (série télévisée) : Daisy (unknown episodes, 2008)
- 2009 : Life on Mars (série télévisée) : Leslie (#1 épisode, 2009)
- 2010 : Smallville (série télévisée) : Cat Grant (épisode 2,5,11,18,21 & 22)
- 2010 : A Single Man, de Tom Ford : Secretaire de George Falconer
- 2014 : The Originals (série télévisée) : Mary-Alice Claire (1 épisode)